# اغتصاب الإناث في القانون المصري
الاغتصاب في القانون المصري يعني أن يتّصل الرجل جنسياً بالمرأة دون رضاها، وقد نص عليه قانون العقوبات المصري: 
| اغتصاب الإناث في القانون المصري | من واقع أنثي بغير رضاها يعاقب بالسجن المشدد. فإذا كان الفاعل من أصول المجني عليها، أو من المتولين تربيتها أو ملاحظتها، أو ممن لهم سلطة عليها، أو كان خادماً بالأجرة عندها أو عند من تقدم ذكرهم، يعاقب بالسجن المؤبد. | اغتصاب الإناث في القانون المصري |

## أركانه
يُفترَض توافر ركنين لتمام هذه الجريمة؛ هما: مواقعة الأنثى بغير رضاها، والقصد الجنائي.

### الركن المادي: مواقعة الأنثى بغير رضاها
يتحلل هذا الركن إلى عنصرين؛ هما: المواقعة، وعدم الرضاء.

#### المواقعة
ويعرّف قانون العقوبات المصري المواقعة بأنها الاتصال الجنسي الطبيعي التام بين الرجل والمرأة، فلا تعد أية أفعال غير ذلك (مثل: المساس بالعضو التناسلي للمرأة، أو وضع شيء آخر فيه، أو إزالة بكارتها بإصبعه) من قبيل المواقعة، بل تعد هتك عرض أو شروع في اغتصاب، حسب القصد الجنائي للمتهم.
ولا يهم ما إذا كان الفاعل قد حقق النشوة الجنسية، بقذف مواده المنوية، أو لم يتمكن من ذلك؛ لأن العبرة تكون بوقوع الاتصال الجنسي من عدمه. ويشترط في المواقعة أن تتم بالصورة الطبيعية؛ لذلك لو قام الجاني بإتيان الأنثى من الخلف، فلا يكون مرتكباً لجريمة اغتصاب، بل لجريمة هتك العرض.
كما يشترط في المواقعة ألا تكون مشروعة، فلا تعد اغتصاباً المواقعة التي تتم بين زوج وزوجته دون رضاها؛ لأن الزوجة تعد حلاً له بناءً على عقد الزواج. ولكن لو أتاها من الخلف دون رضاها، فإن ذلك يعد جريمة «هتك عرض بالقوة»؛ لأن عقد الزواج لا يسمح للزوج سوى بالاتصال الجنسي الطبيعي. علاوة على أنه يعد من قبيل الاغتصاب أن يواقع الزوج زوجته بالإكراه إذا كان مريضاً بإحدى الأمراض الجنسية المعدية؛ لأنه لا تجوز له المعاشرة الزوجية في هذه الحالة.
بالإضافة إلى ذلك، اشترط القانون شروطاً يجب أن تتوافر في الجاني والمجني عليها حتى يمكن القول بوقوع جناية الاغتصاب، هذه الشروط هي:
شروط الجاني:
1. أن يكون رجلاً: لأنه يُفترَض في جريمة الاغتصاب أنها تتم بين رجل وامرأة، وإن كان من الممكن أن تكون المرأة شريكة للجاني؛ كأن تحرّضه أو تتفق معه أو تساعده على مواقعة امرأة دون رضاها.[3]
2. أن يكون قادراً على الاتصال الجنسي: فلو كان الجاني صغير السن جداً أو كان مريضاً،[ملحوظة 1] فلا تقع جريمة الاغتصاب ولا الشروع فيها.[3]

شروط المجني عليها:
1. أن تكون امرأة: فلا تعد اغتصاباً المواقعة التي تتم بين رجلين، وإنما تعد جريمة «هتك عرض بالقوة». وإذا وقعت المواقعة على طفلة صغيرة، فإن المواقعة لا تعد اغتصاباً إلا إذا قرر الطبيب الشرعي أنه من الممكن أن يحدث الإيلاج في عضوها التناسلي.[3]
2. أن تكون على قيد الحياة: فلا تعد من قبيل الاغتصاب، المواقعة التي تتم على جثة امرأة متوفية، بل تعد جريمة «انتهاك حرمة القبور».[3]
3. لا يهم كونها شريفة أم ساقطة: لأن الجريمة تقع بالاعتداء على الحرية الجنسية للمرأة لا على شرفها،[4] وإن كان من الممكن أن يعد سلوك المجني عليها قرينة على رضائها بحدوث المواقعة.[4]

#### عدم الرضاء
لابد من وقوع المواقعة دون رضاء المرأة حتى تتم جريمة الاغتصاب. ويكون عدم الرضاء إما باللجوء إلى الإكراه معها، أو بالغش والخداع، أو بانتهاز فرصة فقد المجني عليها لشعورها.
بالنسبة للإكراه، فهو يمكن أن يكون مادياً أو أدبياً (معنوياً). يكون الإكراه المادي بارتكاب فعل من أفعال القوة أو العنف على المرأة، فيفقدها إرادتها، دون أن يُشترَط في هذا الفعل أن يترك أثراً في جسدها أو أن يكون جسيماً لدرجة معينة؛ لأن العبرة في الإكراه تكون بالقدر الكافي لشلّ مقاومة المرأة. أما الإكراه الأدبي، فهو يتم بمجرد التهديد بإلحاق الأذى بجسم المجني عليها أو بمالها أو بسمعتها أو بشخص عزيز عليها، أو بغير ذلك طالما كان من شأنه أن يُخضِع إرادتها لرغبة الجاني. ولقاض الموضوع السلطة التقديرية في تحديد ما إذا كان الإكراه، في الحالة المعروضة أمامه، معقولاً لحدوث الاغتصاب أم لا.
وبالنسبة للغش والخداع، فيحدث الاغتصاب إذا واقع الطبيب المرأة، أثناء معالجته لها، إذا كانت قد استسلمت له نتيجة لظنها أنه يعالجها بوسائل الطب والجراحة. كما يحدث الاغتصاب أيضاً إذا دخل الجاني إلى سرير المجني عليها بصورة ظنت معها أنه زوجها، أو إذا ادعى كتابي (مسيحي أو يهودي) أنه مسلم كي يتزوج مسلمة، وتزوجها فعلاً دون أن تعلم بدينه الحقيقي.
أما بالنسبة لانتهاز فرصة فقد المجني عليها لشعورها، فإن ذلك يحدث بسبب الإغماء أو خضوعها للتنويم المغناطيسي أو عدم شعور ناتج عن مرض السكر أو الجنون وغيره مما يعدم الإرادة.

### الركن المعنوي: القصد الجنائي
كي تقع جريمة الاغتصاب، لابد أن تتجه إرادة الجاني إلى مواقعة المجني عليها دون رضاها، مع علمه بذلك؛ لأن جريمة الاغتصاب من الجرائم العمدية التي يجب لقيامها أن يتوافر القصد الجنائي فيها. ويتوافر القصد الجنائي حتى مع حُسن الدافع؛ فمثلاً: لا يصح أن يطلق الجاني زوجته طلاقاً بائناً دون علمها، ثم يواقعها بذريعة الحفاظ على الأسرة من التفكك. ولكن يُنتفى القصد الجنائي إذا كان الجاني يجهل أن المرأة التي واقعها مجنونة أو فاقدة للشعور، أو إذا اعتقد أنها قبلت مواقعته لها وأن مقاومتها له لم تكن جدية.

## عقوبته

### العقوبة الأصلية
يُعاقَب على اغتصاب الإناث في مصر بالسجن المشدد بين حدّيه العامّين (أي من 3 إلى 15 سنة).

### العقوبة المشددة
نص قانون العقوبات المصري على بعض الظروف التي تشدد من عقاب الجريمة لتجعلها السجن المؤبد (أي 25 سنة)، وهذه الظروف هي:
1. أن يكون الجاني من أصول المجني عليها: أي أن يكون ممن تناسلت المجني عليها منهم؛ وهم: الأب والجد. على أن يكون التناسل حقيقياً؛ فلا يدخل ضمن هؤلاء الأب بالتبني.[8]
2. أن يكون الجاني من المتولّين تربية المجني عليها أو ملاحظتها: وهم كل من يتولى الإشراف على المجني عليها وتهذيبها. ويستوي أن يكون ذلك بحكم القانون (مثل: المدرس في المدرسة، أو الولي، أو الوصي أو القيّم)، مع أن يكون ذلك بحكم الاتفاق (كالمدرس الخصوصي)، مع أن يكون ذلك بحكم الواقع (كزوج الأم، أو زوج الأخت، أو العم، أو الأخ الأكبر).[8]
3. أن يكون الجاني ممن له سلطة على المجني عليها: بمعنى أن تكون للجاني سلطة السيطرة على تصرفات المجني عليها، ويمكن أن تكون هذه السلطة قانونية (مثل: سلطة رب العمل على عاملاته، أو سلطة المخدوم على خادماته)، كما يمكن أن تكون فعلية لا تستند على أساس قانوني (مثل: سلطة أحد أقارب المجني عليها إذا لم يكن من المتولين تربيتها، أو سلطة الجاني على فتيات يسخّرهن للتسول لحسابه).[8]
4. أن يكون الجاني خادماً بالأجرة عند المجني عليها أو عند أحد ممن ذكروا فيمن تقدم: أي أن يكون الجاني خادماً عند المجني عليها، أو عند أحد من أصولها، أو من المتولّين تربيتها أو ملاحظتها، أو عند ممن له سلطة عليها.[8] وبناءً على ذلك، يُوقّع العقاب المُشدد لجناية الاغتصاب على الخادم الذي يواقع بالإكراه خادمة أخرى تعمل معه في منزل واحد؛ لأنه يعد في هذه الحالة خادماً عند من له سلطة على المجني عليها.[8]